# 191582 Kikadolfi
191582 Kikadolfi este un asteroid din centura principală de asteroizi.

## Descriere
191582 Kikadolfi este un asteroid din centura principală de asteroizi. A fost descoperit pe 20 decembrie 2003 la San Marcello Pistoiese de Luciano Tesi și Giancarlo Fagioli. Asteroidul prezintă o orbită caracterizată de o semiaxă mare de 3,20 ua, o excentricitate de 0,12 și o înclinație de 4,9° în raport cu ecliptica.